# Маслій Олександр Вікторович
Маслій Олександр Вікторович (28 січня 1966 — 26 липня 1985) — радянський прикордонник, учасник афганської війни. Посмертно нагороджений орденом Червоної зірки.

## Життєпис

Меморіальна дошка на будівлі Гімназії № 86

Народився 28 січня 1966 у Харкові в українській робітничій родині.
Після 8-го класу поступив в Харківське медичне училище № 1, після закінчення якого працював у службі невідкладної меддопомоги. До Збройних сил СРСР його призвали 10 листопада 1984 року Ленінським РВК м. Харкова. У січні 1985 р. відправлений єфрейтором до Афганістану.
Служив начальником медпункта у військовій частині 2066 (48-й Пянджський прикордонний загін, Средньоазійської прикордонної округи). Пізніше він подав рапорт, щоб його перевели на до «точки» у районі Імам-Сахіб, провінції Кундуз, там саме бракувало медпрацівника. У Афганістані служив санітарним інструктором 1-ї мотоманеврувальної групи. Брав участь у рейдах, супроводжував автомобільні колони. Надавав своєчасну медичну допомогу пораненим. Під час бою поблизу кишлака Хазарбаг у провінції Кундуз, 26 липня 1985 року, Олександра Маслія було поранено у стегно. Пізніше виявилося, що куля пошкодила хребет. Щоб врятувати його від больового шоку, товариші вкололи знеболююче. Олександр помер на борту вертольота під час евакуації.
Похований на шостому міському кладовищі Харкова, яке розташоване в історичному районі Залютине. У «Книзі Пам'яті про радянських воїнів» Олександра Маслія характеризували як мужнього та рішучого.

## Нагороди
- орден Червоної Зірки (20.12.1985, посмертно)

## Пам'ять
- Його ім'я викарбуване на одній з плит Меморіального комплексу пам'яті воїнів України, полеглих в Афганістані у Києві[3].
- Його ім'я викарбуване на одній з плит Меморіалу пам'яті воїнів-інтернаціоналістів у Харкові[4].
- Меморіальна дошка на будівлі Гімназії № 86 Харкова, де навчався Олександр Маслій[2].